# صموئيل عطا منساه
صموئيل عطا منساه (بالإنجليزية: Samuel Atta Mensah)‏ هو لاعب كرة قدم غاني، ولد في 10 ديسمبر 1999 في تيما في غانا.